# جامعه نو
هفته‌نامه جامعه نو از نشریات اصلاح طلب ایران بود که طی سال‌های ۱۳۷۹ تا ۱۳۸۱ به صورت هفته‌نامه و پس از چندی به صورت ماهنامه منتشر شد و نهایتاً توقیف شد.
مدیر مسئول این نشریه فاطمه کمالی احمد سرایی همسر عمادالدین باقی است.